# Alexander Albon
Alexander Albon Ansusinha (thaiul: อเล็กซานเดอร์ อัลบอน อังศุสิงห์, IPA: [ʔà lék saːn dɤː ʔan bɔːn ʔaŋ sùʔ sǐŋ]; London, Anglia, 1996. március 23. –) brit–thai autóversenyző, a Williams versenyzője a Formula–1-ben.

## Pályafutása

### A Formula–1 előtt
Albon autóversenyzői pályafutását gokartozással kezdte. Számos gokart bajnokságot nyert az Egyesült Királyságban, így 2010-ben CIK FIA Világkupát és a CIK FIA Európa-bajnokságot a KF3 géposztályban. 2011-ig gokartozott, abban az évben második lett WSK Euro Series KF1 géposztályában és a CIK FIA Világbajnokságon.
2012-ben váltott formulaautózásra. Abban az évben a Formula Renault sorozatban indult. Nem sikerült pontot szereznie az idény során, az összetett pontversenyben a 38. helyen zárt. Ugyanebben az évben a széria Alps szakágában – Svájc, Olaszország és Ausztria versenypályáin rendeznek futamokat – is rajthoz állt, itt összetettben a 17. helyen zárt. Az év végén a Red Bull megszüntette a támogatását és kitette a fiatal versenyzőket segítő programjából. Ezt követően a Lotus junior programjának tagja lett.
2013-ban a Formula Renault sorozatban mint az európai, mint pedig az alpesi és az északi versenysorozatában is indult versenyeken. 2014-ben a Formula Renault 2.0 Európa-kupában az összetett pontverseny harmadik helyén zárt. 
2015-ben a Formula–3 Európa-bajnokságban folytatta pályafutását. A szezon végén hetedik lett a pontversenyben, miután háromszor is második helyen intették le egy-egy futamot követően. 2016-ban a GP3-as sorozatban állt rajthoz az ART Grand Prix versenyzőjeként. Négy futamot nyert a szezon során, ennek ellenére a bajnoki címet a nála kiegyensúlyozottabb teljesítményt nyújtó csapattársa, Charles Leclerc nyerte meg. 2017-ben, ugyancsak az ART színeiben a Formula–2-ben indult, ahol az év végén összetettben a 10. helyen végzett.
2018-ban a DAMS csapathoz szerződött és ismét a Formula–2-ben versenyzett. Abban a szezonban már kiegyensúlyozottabb teljesítményt nyújtott, négy futamot nyert és összesen nyolc alkalommal állhatott dobogóra. A bajnoki címért is versenyben volt, azonban azt az ART-vel versenyző George Russell nyerte, a Carlin csapatában versenyző riválisa,  Lando Norris előtt. Albon az összetett pontverseny harmadik helyén zárt.

### Formula–E
Albon a DAMS-szal a 2018–2019-es szezont illetően megegyezett, hogy az istálló színeiben a Formula–E-ben fog versenyezni Sébastien Buemi csapattársaként. A szerződést semmisnek tekintették, miután a Toro Rosso a Formula–1-es csapatában kínált szerződést Albonnak, akit kivásároltak a DAMS-tól.

### Formula–1
A Toro Rosso 2018. november 28-án jelentette be hivatalosan, hogy a 2019-es szezonban Albon lesz Danyiil Kvjat csapattársa a Formula–1-ben. Érdekesség, hogy így a Red Bull második csapatánál kapott lehetőséget a debütálásra a királykategóriában, miután az osztrák csapat 2012-ben nem tartott igényt a további szolgálataira. Albon lett a sportág történetének második thai versenyzője Prince Bira után. 2019. augusztus 12-én bejelentették, hogy a belga nagydíjtól Pierre Gasly helyét veszi át és lett Max Verstappen csapattársa a Red Bullnál. 2021-re Sergio Pérez leigazolása miatt nem kapott ülést, a csapat teszt- és fejlesztőpilótájaként folytatta pályafutását.
2021. szeptember 8-án hivatalossá vált, hogy egy év kihagyást követően visszatér a Formula–1-be, és a Williams versenyzője lesz, Nicholas Latifi csapattársaként, a Mercedeshez igazoló George Russellt váltva.

### DTM
2021. január 4-én a Red Bull hivatalos közleményben tudatta, hogy Albon 2021-ben néhány versenyen rajthoz áll az újjáalakuló DTM néhány olyan versenyén, amelyek nincsenek ütközésben a Formula–1-es hétvégékkel. A Nürburgringen rendezett hétvégén a második versenyre megszerezte az első rajtkockát, majd a futamon végig vezetett és ezzel első győzelmét ünnepelhette a bajnokságban. A szezon során az utolsó két versenyt kivéve minden futamon rajthoz állt, összesítésben a 6. helyen zárta az évet.

## Eredményei

### Karrier összefoglaló
| Szezon | Bajnokság                       | Csapat              | Verseny        | Győzelem       | Pole           | Leggyorsabb kör | Dobogós helyezés | Pont           | Helyezés       |
| ------ | ------------------------------- | ------------------- | -------------- | -------------- | -------------- | --------------- | ---------------- | -------------- | -------------- |
| 2012   | Formula Renault 2.0 Európa-kupa | EPIC Racing         | 13             | 0              | 0              | 0               | 0                | 0              | 38.            |
| 2012   | Formula Renault 2.0 Alps        | EPIC Racing         | 13             | 0              | 0              | 0               | 0                | 26             | 17.            |
| 2013   | Formula Renault 2.0 Európa-kupa | KTR                 | 14             | 0              | 1              | 1               | 0                | 22             | 16.            |
| 2013   | Formula Renault 2.0 NEC         | KTR                 | 6              | 0              | 0              | 1               | 1                | 61             | 22.            |
| 2014   | Formula Renault 2.0 Európa-kupa | KTR                 | 14             | 0              | 1              | 0               | 3                | 117            | 3.             |
| 2014   | Formula Renault 2.0 NEC         | KTR                 | 6              | 1              | 0              | 1               | 2                | 80             | 17.            |
| 2015   | Formula–3 Európa-bajnokság      | Signature           | 33             | 0              | 2              | 1               | 5                | 187            | 7.             |
| 2015   | Makaói nagydíj                  | Signature           | 1              | 0              | 0              | 0               | 0                | —              | 13.            |
| 2016   | GP3                             | ART Grand Prix      | 18             | 4              | 3              | 3               | 7                | 177            | 2.             |
| 2017   | Formula–2                       | ART Grand Prix      | 20             | 0              | 0              | 1               | 2                | 86             | 10.            |
| 2018   | Formula–2                       | DAMS                | 24             | 4              | 3              | 0               | 8                | 212            | 3.             |
| 2019   | Formula–1                       | Toro Rosso          | 12             | 0              | 0              | 0               | 0                | 92             | 8.             |
| 2019   | Formula–1                       | Red Bull Racing     | 9              | 0              | 0              | 0               | 0                | 92             | 8.             |
| 2020   | Formula–1                       | Red Bull Racing     | 17             | 0              | 0              | 0               | 2                | 105            | 7.             |
| 2021   | DTM                             | AlphaTauri AF Corse | 14             | 1              | 1              | 3               | 4                | 130            | 6.             |
| 2021   | Formula–1                       | Red Bull Racing     | Tartalékpilóta | Tartalékpilóta | Tartalékpilóta | Tartalékpilóta  | Tartalékpilóta   | Tartalékpilóta | Tartalékpilóta |
| 2021   | Formula–1                       | AlphaTauri          | Tartalékpilóta | Tartalékpilóta | Tartalékpilóta | Tartalékpilóta  | Tartalékpilóta   | Tartalékpilóta | Tartalékpilóta |
| 2022   | Formula–1                       | Williams Racing     | 22             | 0              | 0              | 0               | 0                | 4              | 19.            |
| 2023   | Formula–1                       | Williams Racing     | 22             | 0              | 0              | 0               | 0                | 27             | 13.            |
| 2024   | Formula–1                       | Williams Racing     | 24             | 0              | 0              | 0               | 0                | 12             | 16.            |
| 2025   | Formula–1                       | Williams Racing     | 5              | 0              | 0              | 0               | 0                | 20*            | 8.*            |

* A szezon jelenleg is zajlik.

### Teljes Formula–3 Európa-bajnokság eredménysorozata
| Év   | Csapat    | 1       | 2       | 3       | 4        | 5       | 6       | 7       | 8       | 9        | 10       | 11       | 12       | 13      | 14       | 15      | 16      | 17    | 18    | 19      | 20      | 21      | 22      | 23      | 24      | 25      | 26       | 27       | 28       | 29       | 30       | 31       | 32       | 33      | Helyezés | Pontok |
| ---- | --------- | ------- | ------- | ------- | -------- | ------- | ------- | ------- | ------- | -------- | -------- | -------- | -------- | ------- | -------- | ------- | ------- | ----- | ----- | ------- | ------- | ------- | ------- | ------- | ------- | ------- | -------- | -------- | -------- | -------- | -------- | -------- | -------- | ------- | -------- | ------ |
| 2015 | Signature | SIL 1 4 | SIL 2 6 | SIL 3 6 | HOC 1 13 | HOC 2 8 | HOC 3 9 | PAU 1 5 | PAU 2 7 | PAU 3 Hn | MNZ 1 21 | MNZ 2 Vi | MNZ 3 Vi | SPA 1 3 | SPA 2 16 | SPA 3 9 | NOR 1 5 | NOR 2 | NOR 3 | ZAN 1 7 | ZAN 2 4 | ZAN 3 8 | RBR 1 7 | RBR 2 5 | RBR 3 8 | ALG 1 2 | ALG 2 12 | ALG 3 Ki | NÜR 1 12 | NÜR 2 14 | NÜR 3 11 | HOC 1 10 | HOC 2 Ki | HOC 3 2 | 7.       | 187    |

### Teljes GP3-as eredménylistája
(Táblázat értelmezése)

(Félkövér: pole-pozícióból indult; dőlt: leggyorsabb kört futott) 

| Év   | Csapat         | 1         | 2         | 3         | 4         | 5         | 6          | 7         | 8         | 9         | 10         | 11        | 12         | 13        | 14        | 15        | 16        | 17         | 18         | Helyezés | Pont |
| ---- | -------------- | --------- | --------- | --------- | --------- | --------- | ---------- | --------- | --------- | --------- | ---------- | --------- | ---------- | --------- | --------- | --------- | --------- | ---------- | ---------- | -------- | ---- |
| 2016 | ART Grand Prix | ESP FEA 6 | ESP SPR 1 | AUT FEA 2 | AUT SPR 2 | GBR FEA 1 | GBR SPR 14 | HUN FEA 7 | HUN SPR 1 | GER FEA 4 | GER SPR Ki | BEL FEA 9 | BEL SPR 10 | ITA FEA 6 | ITA SPR 2 | MAL FEA 1 | MAL SPR 8 | UAE FEA Ki | UAE SPR Ki | 2.       | 177  |

### Teljes FIA Formula–2-es eredménysorozata
(Táblázat értelmezése)

(Félkövér: pole-pozícióból indult; dőlt: leggyorsabb kört futott) 

| Év   | Csapat         | 1         | 2          | 3         | 4          | 5         | 6         | 7          | 8          | 9          | 10        | 11         | 12         | 13        | 14        | 15         | 16         | 17         | 18        | 19         | 20         | 21        | 22        | 23         | 24        | Helyezés | Pont |
| ---- | -------------- | --------- | ---------- | --------- | ---------- | --------- | --------- | ---------- | ---------- | ---------- | --------- | ---------- | ---------- | --------- | --------- | ---------- | ---------- | ---------- | --------- | ---------- | ---------- | --------- | --------- | ---------- | --------- | -------- | ---- |
| 2017 | ART Grand Prix | BHR FEA 6 | BHR SPR 7  | ESP FEA 4 | ESP SPR 8  | MON FEA 4 | MON SPR 6 | AZE FEA    | AZE SPR    | AUT FEA 5  | AUT SPR 2 | GBR FEA 18 | GBR SPR 10 | HUN FEA 8 | HUN SPR 7 | BEL FEA 12 | BEL SPR 18 | ITA FEA 14 | ITA SPR 8 | JER FEA 12 | JER SPR 9  | UAE FEA 7 | UAE SPR 2 |            |           | 10.      | 86   |
| 2018 | DAMS           | BHR FEA 4 | BHR SPR 13 | AZE FEA 1 | AZE SPR 13 | ESP FEA 5 | ESP SPR 2 | MON FEA Ki | MON SPR Ki | FRA FEA Ki | FRA SPR 7 | AUT FEA 5  | AUT SPR 5  | GBR FEA 1 | GBR SPR 8 | HUN FEA 5  | HUN SPR 1  | BEL FEA 5  | BEL SPR 3 | ITA FEA 3  | ITA SPR Ki | RUS FEA 1 | RUS SPR 3 | UAE FEA 14 | UAE SPR 8 | 3.       | 212  |

### Teljes Formula–1-es eredménysorozata
(Táblázat értelmezése)

(Félkövér: pole-pozícióból indult; dőlt: leggyorsabb kört futott) 

| Év   | Csapat     | 1       | 2       | 3      | 4      | 5      | 6      | 7      | 8      | 9      | 10     | 11     | 12     | 13     | 14     | 15     | 16     | 17     | 18     | 19     | 20     | 21     | 22     | 23     | 24     | Helyezés | Pont |
| ---- | ---------- | ------- | ------- | ------ | ------ | ------ | ------ | ------ | ------ | ------ | ------ | ------ | ------ | ------ | ------ | ------ | ------ | ------ | ------ | ------ | ------ | ------ | ------ | ------ | ------ | -------- | ---- |
| 2019 | Toro Rosso | AUS 14  | BHR 9   | CHN 10 | AZE 11 | ESP 11 | MON 8  | CAN Ki | FRA 15 | AUT 15 | GBR 12 | GER 6  | HUN 10 |        |        |        |        |        |        |        |        |        |        |        |        | 8.       | 92   |
| 2019 | Red Bull   |         |         |        |        |        |        |        |        |        |        |        |        | BEL 5  | ITA 6  | SIN 6  | RUS 5  | JPN 4  | MEX 5  | USA 5  | BRA 14 | UAE 6  |        |        |        | 8.       | 92   |
| 2020 | Red Bull   | AUT 13† | STY 4   | HUN 5  | GBR 8  | 70 5   | ESP 8  | BEL 6  | ITA 15 | TOS 3  | RUS 10 | EIF Ki | POR 12 | EMI 15 | TUR 7  | BHR 3  | SAK 6  | UAE 4  |        |        |        |        |        |        |        | 7.       | 105  |
| 2022 | Williams   | BHR 13  | SAU 14† | AUS 10 | EMI 11 | MIA 9  | ESP 18 | MON Ki | AZE 12 | CAN 13 | GBR Ki | AUT 12 | FRA 13 | HUN 17 | BEL 10 | NED 12 | ITA Vi | SIN Ki | JPN Ki | USA 13 | MEX 12 | BRA 11 | UAE 13 |        |        | 19.      | 4    |
| 2023 | Williams   | BHR 10  | SAU Ki  | AUS Ki | AZE 12 | MIA 14 | MON 14 | ESP 16 | CAN 7  | AUT 11 | GBR 8  | HUN 11 | BEL 14 | NED 8  | ITA 7  | SIN 11 | JPN Ki | QAT 13 | USA 9  | MEX 9  | BRA Ki | LVS 12 | UAE 14 |        |        | 13.      | 27   |
| 2024 | Williams   | BHR 15  | SAU 11  | AUS 11 | JPN Ki | CHN 12 | MIA 18 | EMI Ki | MON 9  | CAN Ki | ESP 18 | AUT 15 | GBR 9  | HUN 14 | BEL 12 | NED 14 | ITA 9  | AZE 7  | SIN Ki | USA 16 | MEX Ki | BRA Ni | LVS Ki | QAT 15 | UAE 11 | 16.      | 12   |
| 2025 | Williams   | AUS 5   | CHN 7   | JPN 9  | BHR 12 | SAU 9  | MIA 5  | EMI 5  | MON 9  | ESP Ki | CAN Ki | AUT Ki | GBR 8  | BEL 6  | HUN    | NED    | ITA    | AZE    | SIN    | USA    | MEX    | BRA    | LVS    | QAT    | UAE    | 8.*      | 54*  |

* A szezon jelenleg is zajlik.
† A versenyt nem fejezte be, de helyezését értékelték, mert a versenytáv több, mint 90%-át teljesítette.

### Teljes DTM eredménylistája
(Táblázat értelmezése)

(Félkövér: pole-pozícióból indult; dőlt: leggyorsabb kört futott) 

| Év   | Csapat              | 1       | 2       | 3       | 4        | 5       | 6       | 7        | 8       | 9       | 10       | 11       | 12      | 13      | 14      | 15    | 16    | Helyezés | Pont |
| ---- | ------------------- | ------- | ------- | ------- | -------- | ------- | ------- | -------- | ------- | ------- | -------- | -------- | ------- | ------- | ------- | ----- | ----- | -------- | ---- |
| 2021 | AlphaTauri AF Corse | MNZ 1 3 | MNZ 2 7 | LAU 1 5 | LAU 2 11 | ZOL 1 3 | ZOL 2 6 | NÜR 1 Ki | NÜR 2 1 | RBR 1 4 | RBR 2 17 | ASS 1 Ki | ASS 2 5 | HOC 1 2 | HOC 2 6 | NOR 1 | NOR 2 | 6.       | 130  |